# Julio Toro
Julio Toro (Santurce, 5 novembre 1943) è un ex cestista e allenatore di pallacanestro portoricano.